# OpenCart
OpenCart是一套网络购物管理系統。其是基於PHP並使用MySQL資料庫，以及HTML元件所構成的。其支援使用不同的語言與貨幣。並使用GNU通用公共许可证免費提供。

## 歷史
OpenCart一開始是在1998年由Christopher G. Mann為Walnut Creek CDROM與後來的The FreeBSD Mall所開發的。第一次公開釋出是1999年5月11日。當時是使用Perl開發，但此後專案幾乎沒有任何活動，並在2000年完全停滯，Mann在4月11日時貼出訊息表示「其他事情讓我沒辦法繼續開發OpenCart」。
域名在2005年2月過期，此後由英國開發者Daniel Kerr接管，他將其作為自己的電子商務軟體的基礎，使用PHP撰寫。第一個穩定版本為1.1.1，於2009年2月10日在Google Code上釋出。
2014年9月，Kerr聲稱OpenCart是中國最大的電子商務軟體供應商，而在2015年8月，其被builtwith.com記錄為在全球電子商務有6.42%的市佔率，位在WooCommerce與Magento之後，並在OsCommerce、ZenCart與Shopify之前。2017年2月，他表示OpenCart有約317,000個服務中的網頁，根據他的說法，比Shopify或Magento都還多。
2.0版於2014年10月釋出，界面有大幅度的更新。
OpenCart使用FraudLabs、ClearSale與Global Payments等服務來審核客戶訂單。

## 出版品
- Yilmaz, Murat. . Packt Publishing. 2010年8月: 240  [2018-08-30]. ISBN 9781849513029. （原始内容存档于2014-08-02）.
- Hasan, Tahsin. . Packt Publishing. 2011年3月: 328  [2018-08-30]. ISBN 9781849514309. （原始内容存档于2014-08-02）.
- Watson, Kerry R. . CreateSpace Independent Publishing Platform. 2012年3月: 352  [2018-08-30]. ISBN 978-1468142365. （原始内容存档于2018-08-31）.
- Mihail Savov. . iSenseLabs. 2016年8月: 140  [2018-08-30]. ISBN 978-0-9966004-5-3. （原始内容存档于2018-08-30）.
- iSenseLabs. . iSenseLabs. 2015年: 118  [2018-08-30]. ISBN 978-0-9966004-1-5. （原始内容存档于2018-08-30）.

## 外部連結
- 在Github上的專案頁面（页面存档备份，存于）